# Lettre d'Amarna EA 8
La Lettre d'Amarna EA 8 est une continuation de la correspondance entre Napḫurureya, roi d'Égypte, et Burra-Buriyaš le roi de Karaduniyaš.
La lettre est écrite en langue akkadienne, et date d'une période d'environ 1349 à 1334 avant J.-C. Cette lettre fait partie d'une série de correspondances de Babylone à l'Égypte, qui vont de EA 2 à EA 4 et de EA 6 à EA 14. EA 1 et EA 5 sont des correspondances de l'Égypte à la Babylonie,.
L'inscription se lit comme suit :

« Dis à Napḫurureya, roi d'Égypte, mon frère, Burra-Buriyaš Grand roi le roi de Karaduniyaš ton frère. Pour moi tout va bien. Pour toi ton pays ta maison tes femmes tes fils tes magnats tes chevaux tes chars tout va très bien.
Mon frère et moi avons fait une déclaration mutuelle d'amitié et voici ce que nous avons dit :
De même que nos pères étaient amis entre eux, nous serons amis entre nous. Maintenant, mes marchands qui étaient en route avec Aḫu-ṭabu ont été retenus à Canaan pour des affaires. Après qu'Aḫu-ṭabu se soit rendu chez mon frère en Ḫinnatuna de Canaan Šum-Adda le fils de Balumme et Šutatna le fils de Šaratum d'Akka ayant envoyé là-bas des hommes ont tué mes marchands et emporté leur argent j'envoie.... .. Je t'envoie... en toute hâte le demander pour qu'il t'informe Canaan est ton pays et ses rois sont tes serviteurs. Dans ton pays j'ai été spolié. Fais-leur rendre des comptes et indemniser l'argent qu'ils ont emporté. Mets à mort les hommes qui ont mis à mort mes serviteurs et venge ainsi mon sang. Et si tu ne mets pas à mort ces hommes, ils vont tuer à nouveau que ce soit une de mes caravanes ou tes propres messagers et ainsi les messagers entre nous seront coupés. Et s'ils essaient de te le refuser Šum-Adda ayant bloqué le passage d'un de mes hommes l'a retenu en sa compagnie et un autre homme ayant été forcé de le servir par Šutatna d'Akka est toujours à son service. Ces hommes doivent t'être amenés afin que tu puisses enquêter pour savoir s'ils sont morts et ainsi être informé. En cadeau de bienvenue je t'envoie un mina de lapis-lazuli Envoie mon messager immédiatement afin que je puisse connaître la décision de mon frère. Ne retiens pas mon messager. Qu'il me soit envoyé immédiatement. »